# روبرتو إستيفيه
روبرتو إستيفيه (بالإسبانية: Roberto Estévez)‏ هو عسكري أرجنتيني، ولد في 24 فبراير 1957 في مدينة بوساداس، ميسيونيس في الأرجنتين، وتوفي في 28 مايو 1982 في Goose Green ‏ في جزر فوكلاند.